# Bläse kalkbruksmuseum

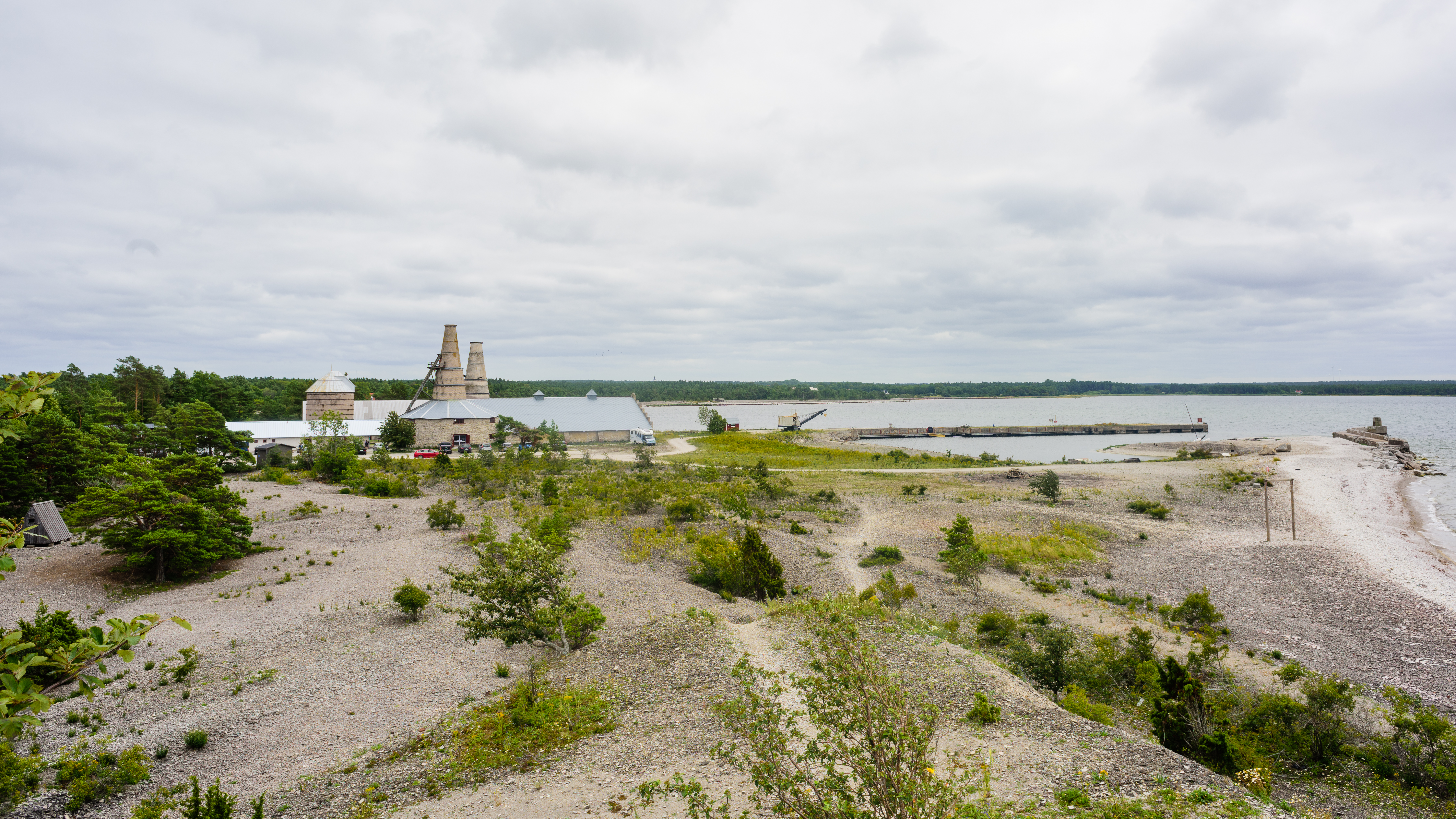
Bläse kalkbruksmuseum

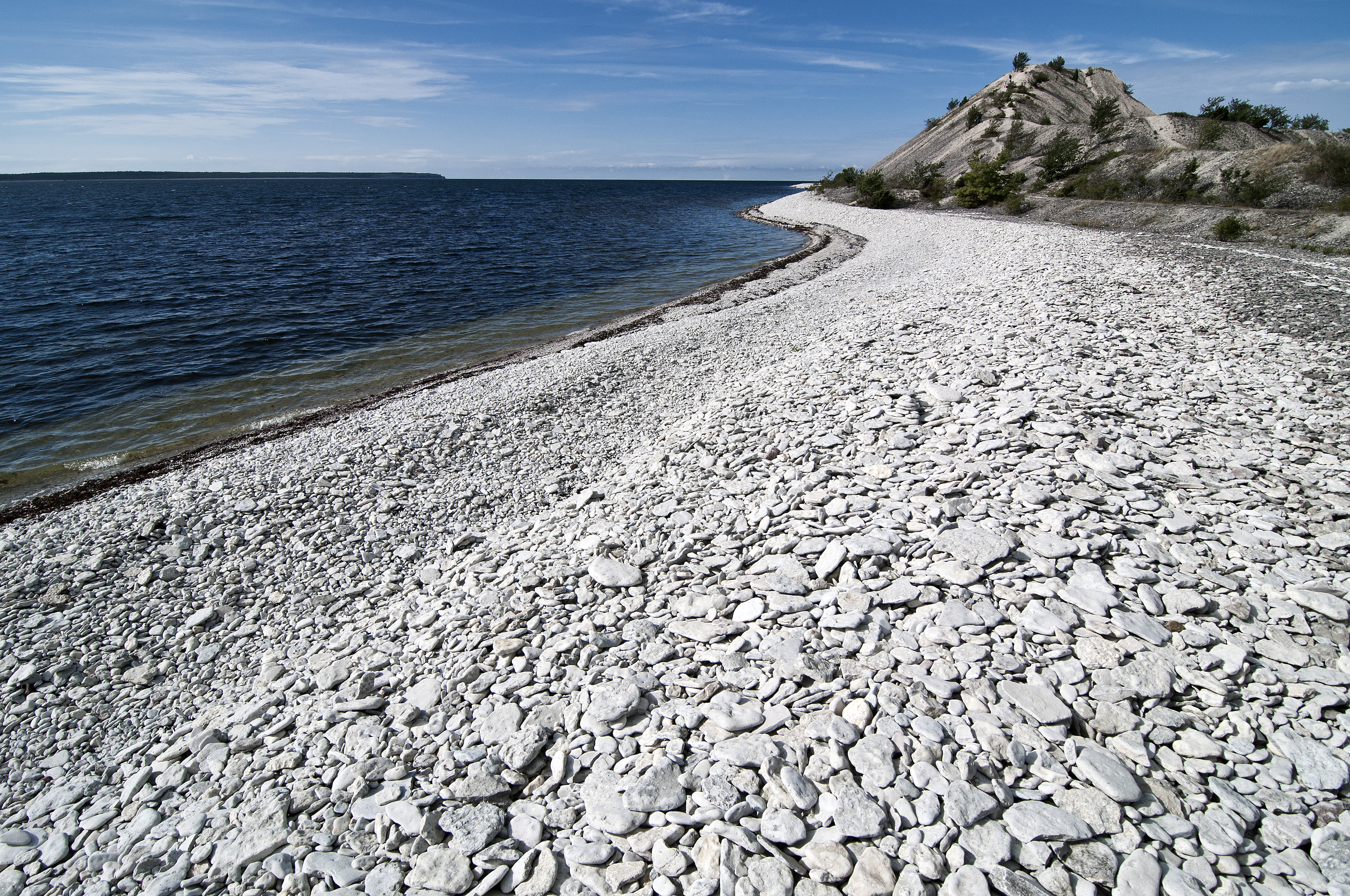
Tipphög

Bläse kalkbruksmuseum är ett industrihistoriskt museum på nordvästra Gotland invid Kappelshamnsviken. 
Bläse kalkbruk etablerades 1849 och ägdes då av Reinhol Fredrik Cleve, som efter tio år överlät bruket till sin bror Carl August Cleve. Denne drev verksamheten till 1890-talet, då det gick i konkurs och köptes av Karta & Oaxen. Bruket var i drift till 1946. 
En första ugnen var en vedeldad ugn uppförd intill det gamla stenbrottet. Senare uppfördes två koleldade schaktugnar. Den gamla ugnen byggdes omkring 1880, den nya 1913. Kalkbrukets glansperiod var under 1920- och 1930-talen då omkring 140 anställda arbetade vid bruket. 1945 lades verksamheten ned, under några år skeppades kalksten från hamnen men snart upphörde även detta. 1983 skänktes anläggningen av den dåvarande ägaren Euroc till stiftelsen Bläse kalkbruk, industriminne.
Den nya ugnen är nu restaurerad som museum. Det började med en inventering av den gotländska stenindustrin, som gjordes av Gotlands Fornsal och som ledde till en utställning och en motion i kommunfullmäktige i Gotlands kommun om att bevara en arbetsplats som industriminne. 
Museet visar stenhuggeri, kalkbrytning och kalkbränning samt en järnväg med trafik med diesellok och modifierade gamla stenvagnar. Banans längd är 2,2 kilometer och spårvidden 600 mm.
Museet drivs av Bläse Kalkbruks intresseförening. Från midsommar till och med augusti bedrivs caféverksamhet i en av kalkladorna, stentåget går tur och retur till ett stenbrott några gånger om dagen, även övernattning av olika slag erbjuds. En julmarknad äger rum i Bläse första advent varje år.

## Historik[3]
Bruket lades ned år 1954 och därefter stod det tomt i tre år. Försök gjordes att starta ett hönseri i bruket och detta drevs i 17 år. År 1977 uppdrog Riksantikvarieämbetet åt Gotlands fornvänner att inventera stenindustrin och folkrörelselokaler, vilket gjordes av Birgitta Radhe och en grupp. Gruppen föreslog att göra bruket till ett museum. Efter en motion 1979 i kommunfullmäktige startades 1981 ett projekt med Radhe som projektledare. Restaureringsarbetet påbörjades 1983 och museet öppnades 1985.

## Bildgalleri

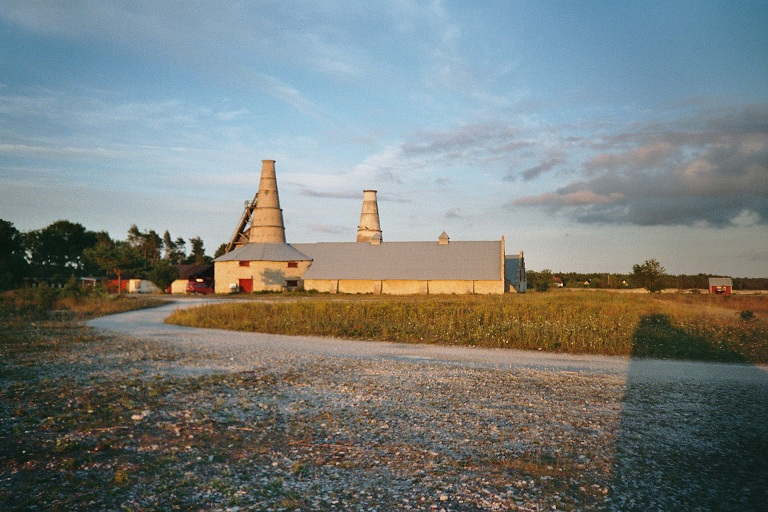
Bläse kalkbruk
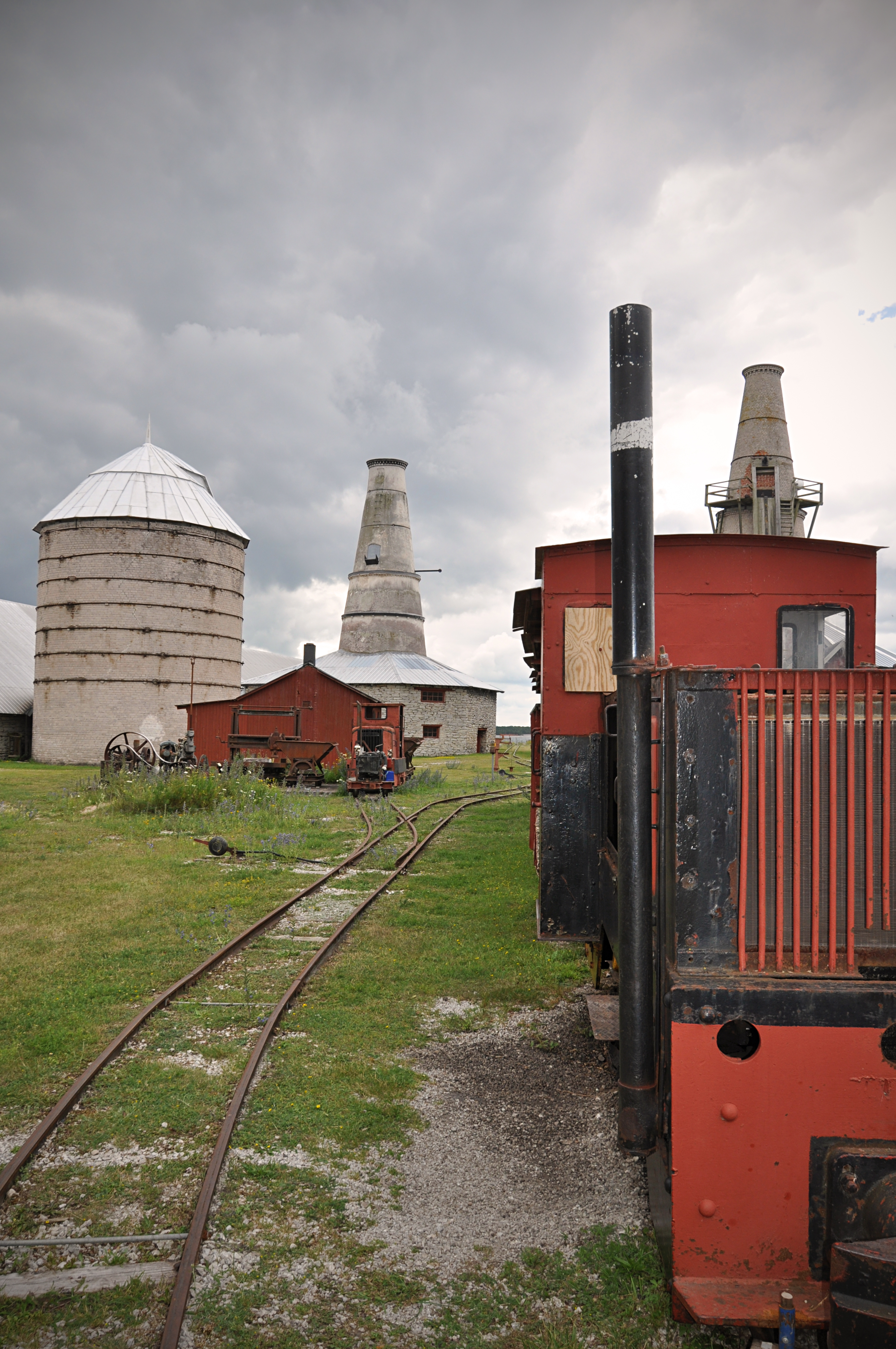
Stentåget och kalkbruksmuseet
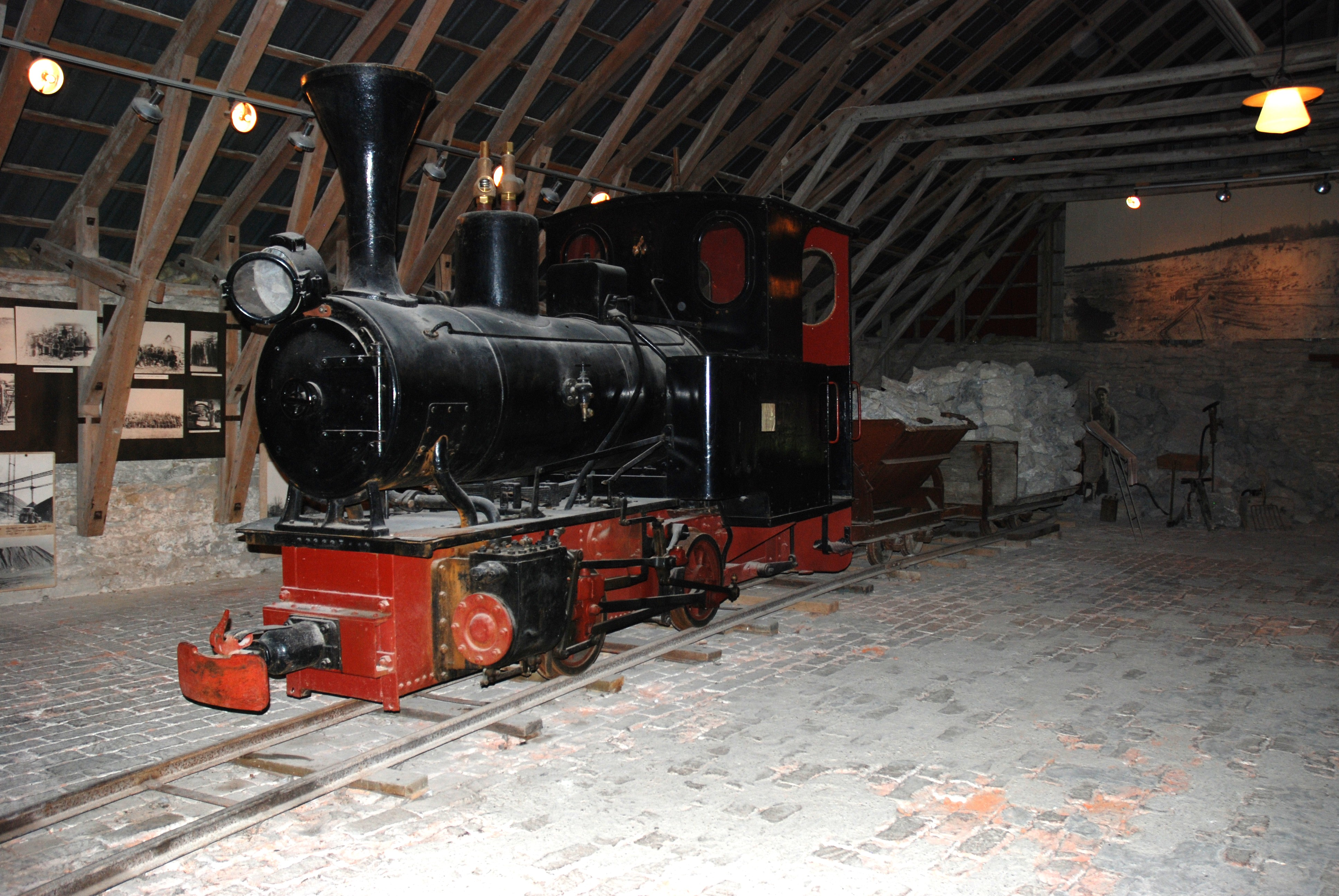
Industilok från Orenstein & Koppel
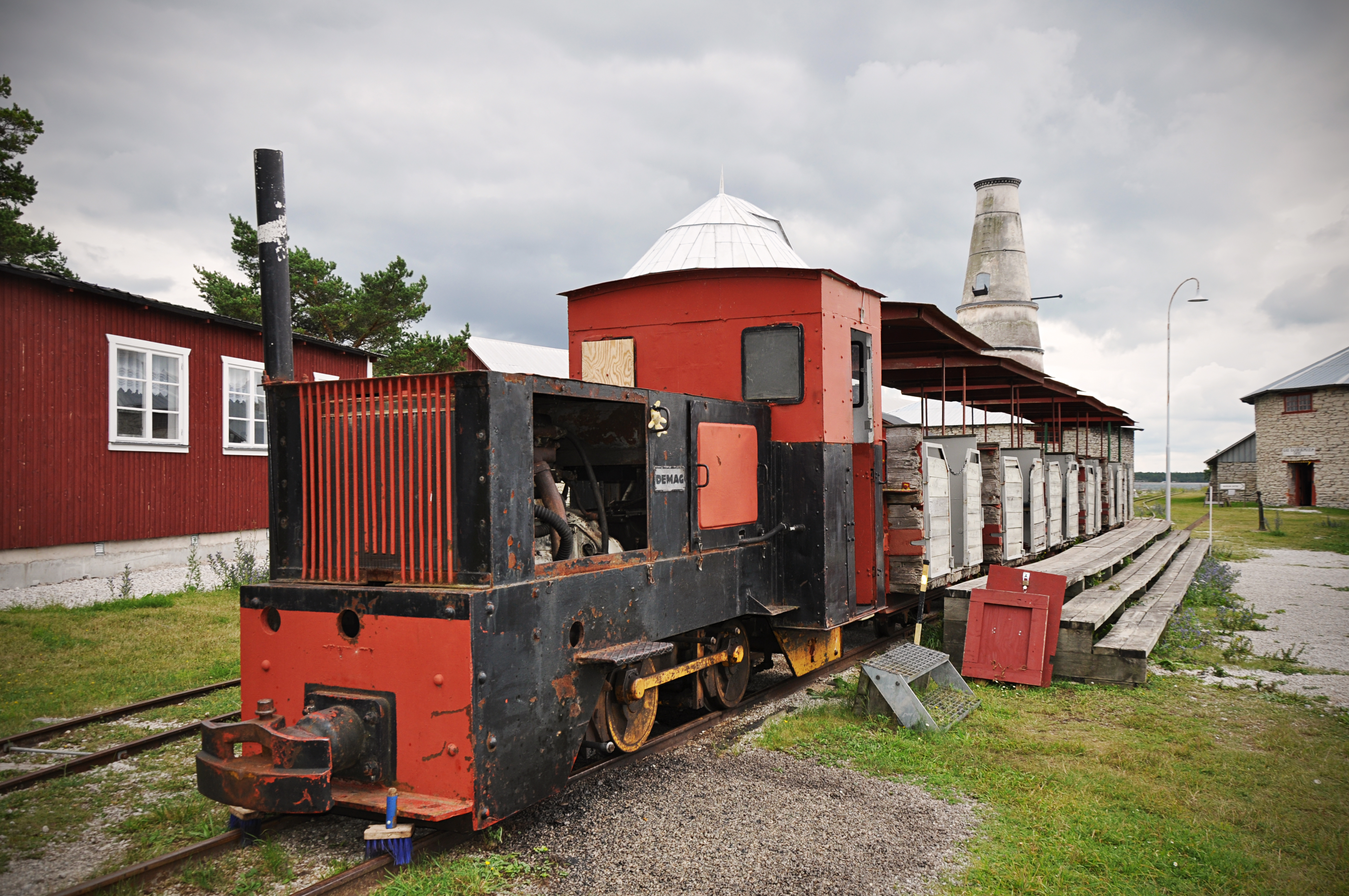
Industrilok för 600 mm spårvidd
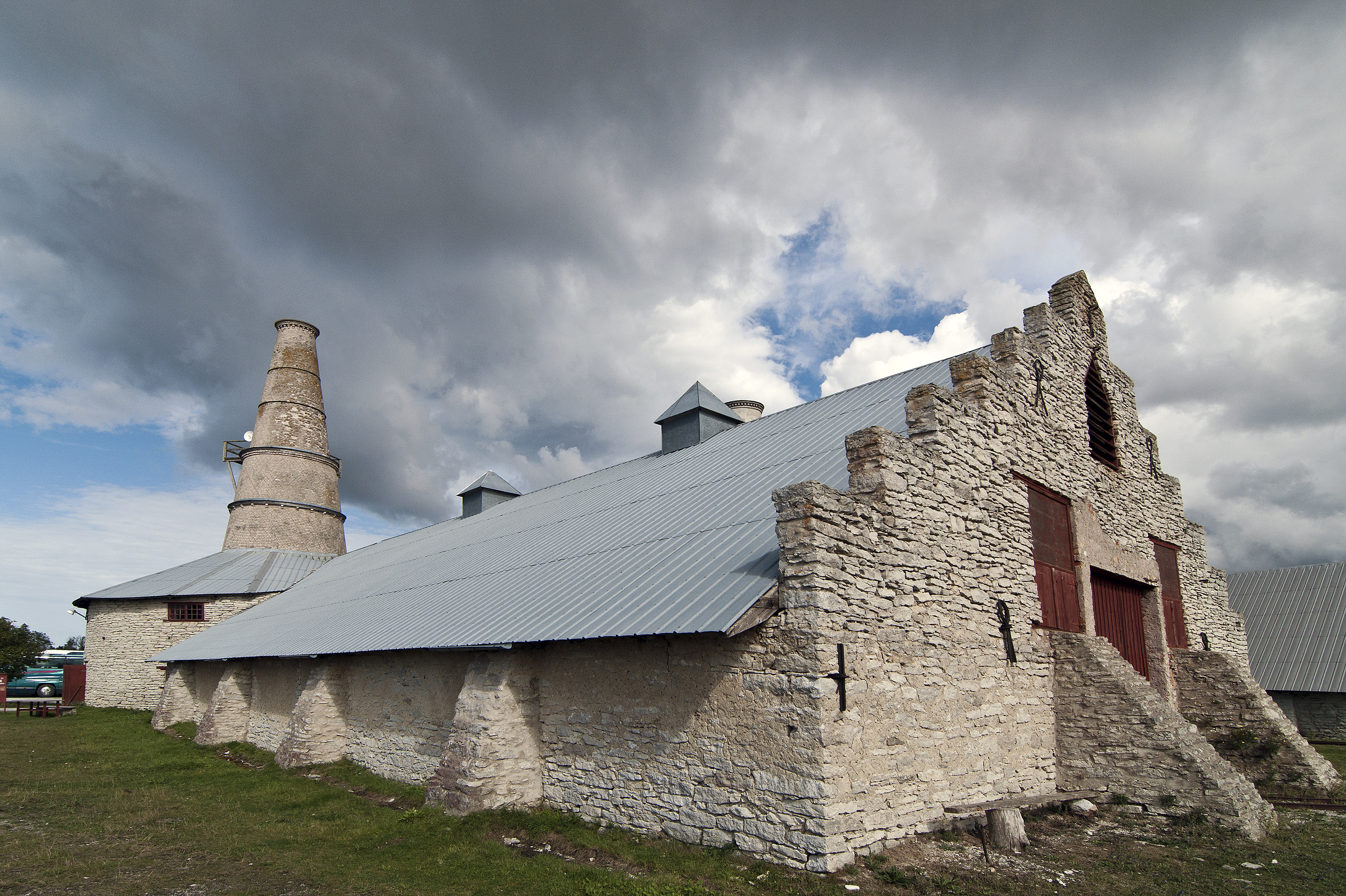
Kalklada
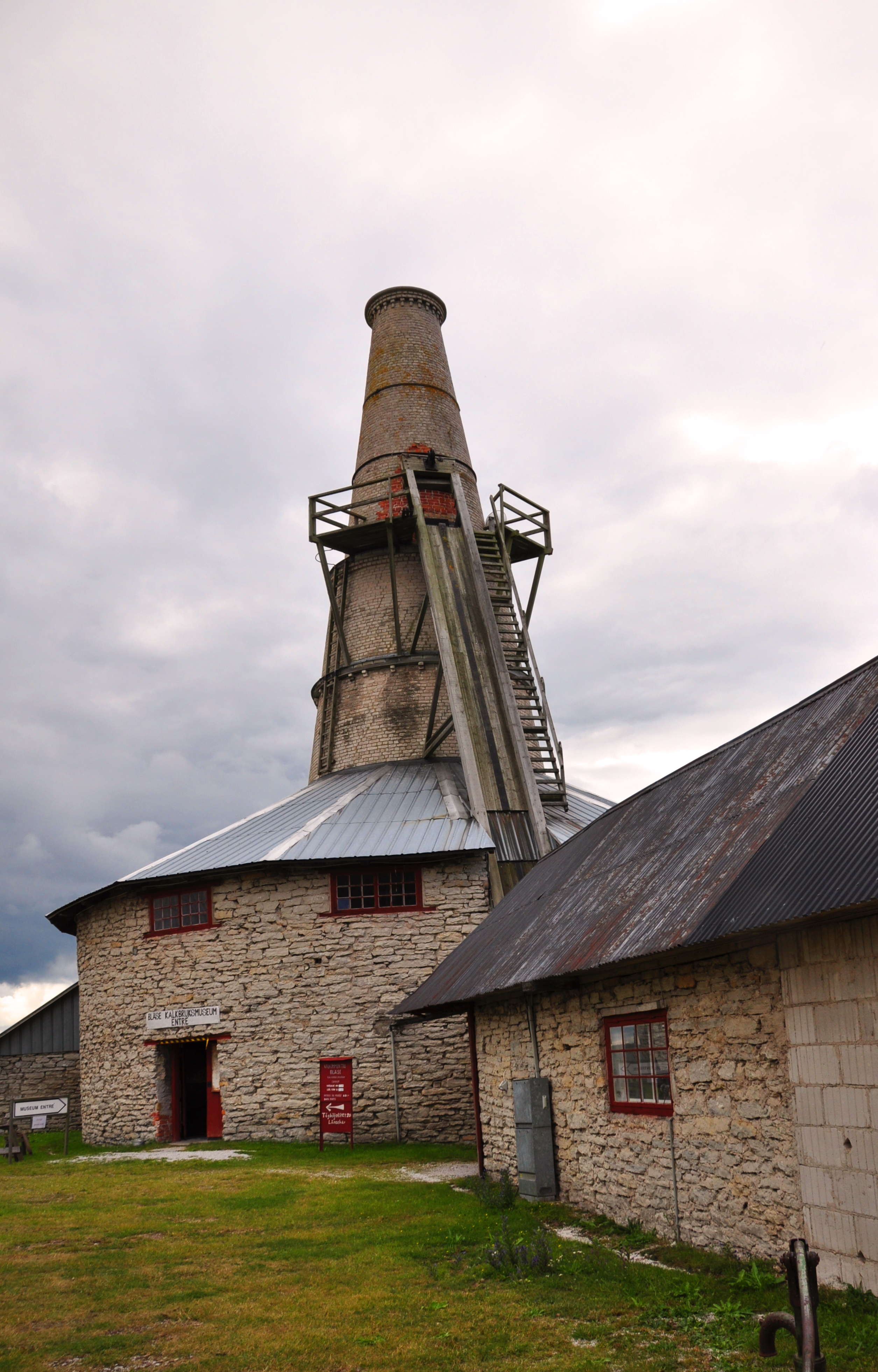
Entrén till museet
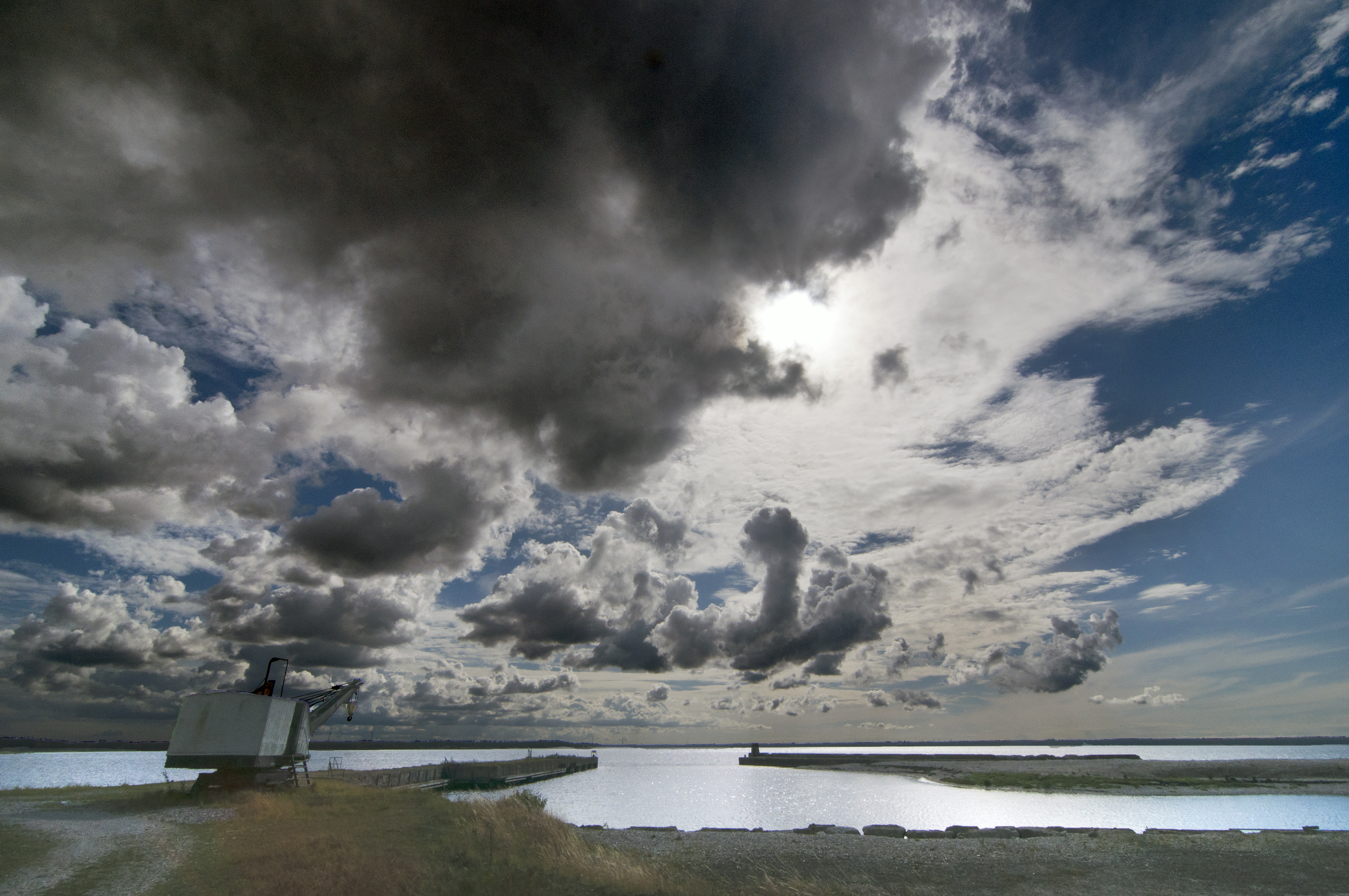
Hamnen